# برناردو رويث
برناردو رويث (بالإسبانية: Bernardo Ruiz) مواليد 08 يناير 1925 في أوريويلا، هو دراج إسباني سابق في صنف سباق الدراجات على الطريق.

## سباقات أو مراحل فاز بها
- طواف فرنسا
- طواف إسبانيا

## روابط خارجية
- برناردو رويث على موقع أرشيف الدراجات (الإنجليزية)
- برناردو رويث على موقع إحصائيات الدراجات الإحترافية (الإنجليزية)
- برناردو رويث على موقع CycleBase (الإنجليزية)